# Леви, Рои
Рои Йосеф Леви (ивр. רועי לוי‎, 1979, США — 7 октября 2023, Реим, Южный округ) — офицер Армии обороны Израиля (ЦАХАЛ) в звании полковника, на своей последней должности был командиром подразделения «Рефаим». Ранее он занимал должности командира Центра огневой подготовки в Мелахе, командира бригады «Барам», командира подразделения 621 «Эгоз», командира батальона «Адар» и командира 1-й бригады «Голани». Он был убит в боях при Реиме при столкновении с палестинскими боевиками во время войны между Израилем и ХАМАС в 2023 году.

## Биография
Леви родился в США и вырос в Иерусалиме. Он учился в ешиве в Бейт-Эле и ешиве Атарот Йерушалаим. Он был призван в Армию обороны Израиля в марте 1999 года, направлен в 1-ю бригаду и принят в разведывательный взвод Голани. После обучения он служил бойцом разведывательного взвода и принимал участие в боях на юге Ливана.
По окончании курса вернулся в разведвзвод и был назначен командиром группы. Позже он был назначен командиром группы истребителей и участвовал, среди прочего, в операции «Защитная стена». Позже он служил командиром учебного взвода бригады «Голани». После этого он был назначен командиром стрелковой роты «А» 51-го батальона. Затем служил оперативным офицером бригады Голани во время Второй ливанской войны. После этого Леви был командиром разведывательного взвода «Голани» в период с 2006 по 2007 год.
Он служил командиром бригады Голани с 2007 по 2008 год. За время своего пребывания в должности он командовал многими операциями, в том числе операцией «Решение прецедента». Целью операции было нанесение удара по миномётному отделению, расположенному в районе Саджаии, что имело весьма разрушительный характер. Разведывательная рота под его командованием и одновременно разведывательный взвод «Голани» окружили территорию с обеих сторон. По итогам операции шестеро террористов были уничтожены. По окончании срока полномочий он ушёл в отпуск для обучения на степень бакалавра права в Академическом колледже Оно.
В начале операции «Литой свинец» Леви прервал учёбу и присоединился к боевым действиям в составе бригады «Голани», в ходе которых был ранен в ногу во время столкновения с террористами. После окончания обучения был назначен заместителем командира 12-го батальона и занимал эту должность с 2011 по 2012 год.
В июне 2013 года ему было присвоено звание подполковника, он был назначен командиром бригады «Голани» и руководил ею, среди прочего, в боях в рамках операции «Несокрушимая скала», в ходе которой был тяжело ранен в голову. Из-за травмы он прекратил своё пребывание в батальоне. После периода реабилитации, в течение которого он также получил степень магистра права в Университете Бар-Илана, он был назначен командиром батальона «Адар» в Бахаде 1 и служил на этой должности с 2015 по 2016 год. 16 мая 2016 года назначен командиром подразделения «Эгоз» бригады «Оз». В апреле 2018 года начальник штаба Гади Айзенкот выбрал его для зажжения факела ЦАХАЛа в 70-й День независимости Государства Израиль. Позднее подразделение под его командованием получило премию начальника штаба за отличие. 27 июня 2018 года Леви было присвоено звание полковника и он был назначен командиром бригады Барам, а также он руководил бригадой в операции «Северный щит». Он занимал эту должность до 27 августа 2020 года. По завершении срока полномочий он приступил к обучению в 48-м классе Колледжа национальной безопасности (2020—2021 гг.).
В 2021 году он был назначен командиром Центра огневой подготовки в Мелахе и занимал эту должность до 2023 года. 30 июля 2023 года назначен командиром подразделения «Рефаим». Он был убит 7 октября в боях при Реиме в столкновениях с палестинскими боевиками в первый день Войны в Газе 2023 года.

### Личная жизнь
Леви был женат на Яэль, у них пятеро детей. Он получил степень бакалавра права в Академическом колледже Оно и степень магистра права в Университете Бар-Илана.